# Гаплогруппа U2 (мтДНК)
Гаплогруппа U2 — гаплогруппа митохондриальной ДНК человека.

## Субклады
- U2-a
  - U2c'd
  - U2e
- U2a
  - U2a1
  - U2a2
- U2b
  - U2b1
  - U2b2
  - U2b3
- U2f
  - U2f1
  - U2f2

## Палеогенетика

### Неолит
Винча (культура)
- I1894 | VEGI17a __ Versend-Gilencsa (feature 1561) __ Баранья (медье), Южная Трансданубия, Венгрия __ 5400–5000 BCE __ Ж __ U2.[1]

Линейно-ленточная керамика
- I4196 | BUD9a __ Budakeszi, Szőlőskert-Tangazdaság (feature 389) __ Будакеси, Пешт (медье), Центральная Венгрия, Венгрия __ 5300–4900 BCE __ Ж __ U2 > U2-a.[2][1]

### Халколит
Варна (культура)
- ANI152 | VAR43 __ Варненский могильник (Varna I, grave 43) __ Варненская область, Болгария __ 4678-4371 calBCE __ М __ CT > T* # U2.[3]

### Бронзовый век
Унштрутская культура
- F15 | 2589 __ Лихтенштейн (пещера) __ Остероде-ам-Харц, Нижняя Саксония, Германия __ 1000–700 BC __ Ж __ U2.[4]

### Железный век
Гандхарская культура
- I12144 | Grave 237, Individual 1 (A) in a double burial , 563 __ Katelai __ Сват, Хайбер-Пахтунхва, Пакистан __ 1000–800 BCE (2850 BP) __ Ж __ U2.[5]

### Средние века
Васконы
- B12, B13, B28, B45 __ Aldaieta __ Гран-Бильбао, Бискайя, Баскония, Испания __ VI–VII вв. __ U2.[6]

Ганзейская лига
- HGH-1608 __ Heiligen-Geist-Hospital (Lübeck)[нем.] — Старый город (Любек), Шлезвиг-Гольштейн, Германия __ XIII–XIV вв. __ Ж __ U2.[7]

## Публикации
2006
- Schilz Felix. Molecular genetic kinship analyses of the prehistoric skeletal collective from the Lichtenstein cave. Гёттингенский университет (23 мая 2006).
- Alzualde A; Izagirre N; Alonso S; Alonso A; Albarrán C; Azkarate A; de la Rúa C. (Июль 2006). Insights into the "isolation" of the Basques: mtDNA lineages from the historical site of Aldaieta (6th–7th centuries AD). American Journal of Physical Anthropology. 130 (3): 394–404. doi:10.1002/ajpa.20375. PMID 16425179.

2015
- Szécsényi-Nagy A, Brandt G, Haak W; et al. (Апрель 2015). Tracing the genetic origin of Europe's first farmers reveals insights into their social organization. Proceedings of the Royal Society B. 282 (1805): 20150339. doi:10.1098/rspb.2015.0339. PMC 4389623. PMID 25808890. {{cite journal}}: Явное указание et al. в: |author= (справка)Википедия:Обслуживание CS1 (множественные имена: authors list) (ссылка)

2017
- Lipson M, Szécsényi-Nagy A, Mallick S; et al. (Ноябрь 2017). Parallel palaeogenomic transects reveal complex genetic history of early European farmers. Nature. 551 (7680): 368–372. doi:10.1038/nature24476. PMC 5973800. PMID 29144465. {{cite journal}}: Явное указание et al. в: |author= (справка)Википедия:Обслуживание CS1 (множественные имена: authors list) (ссылка)

2018
- Mathieson I, Alpaslan-Roodenberg S, Posth C; et al. (Март 2018). The genomic history of southeastern Europe. Nature. 555 (7695): 197–203. doi:10.1038/nature25778. PMC 6091220. PMID 29466330. {{cite journal}}: Явное указание et al. в: |author= (справка)Википедия:Обслуживание CS1 (множественные имена: authors list) (ссылка)

2019
- Narasimhan V., Patterson N., Moorjani P; et al. (Сентябрь 2019). The formation of human populations in South and Central Asia. Science. 365 (6457). doi:10.1126/science.aat7487. PMC 6822619. PMID 31488661. {{cite journal}}: Явное указание et al. в: |author= (справка)Википедия:Обслуживание CS1 (множественные имена: authors list) (ссылка)

2021
- Haller M, Callan K, Susat J; et al. (Май 2021). Mass burial genomics reveals outbreak of enteric paratyphoid fever in the Late Medieval trade city Lübeck. iScience. 24 (5). doi:10.1016/j.isci.2021.102419. PMC 8100618. PMID 33997698. {{cite journal}}: Явное указание et al. в: |author= (справка)Википедия:Обслуживание CS1 (множественные имена: authors list) (ссылка)